# Нуріє Ульвіє Мевлян Джівелек
Нуріє Ульвіє Мевлян Джівелек (тур. Nuriye Ulviye Mevlan Civelek(1893 , Hacıveliobad, Хюдавендігар  — 9 квітня 1964 , Kırıkhand, Хатай ))  – журналістка, засновниця першого феміністичного жіночого журналу та організації мусульманських жінок в Туреччині, захисниця прав жінок.

## Біографія
Нуріє народилася в 1893 році в родині селянина Махмута Єдича та домогосподарки Сафіє Ханім в Гьонені, Балікесір. Ульвіє — її прізвище по народженню, а Мевлян і Джівелек вона отримала від своїх чоловіків. Деякі історики стверджують, що вона народилася в Сирії,інші вважають, що її батьківщина — містечко Гереме в центральній Анатолії.
Родина Нуріє Ульвіє — черкеські емігранти, які були примушені переселитися в Османську імперію за роки Російської імперії . Спочатку сім'я Єдич емігрувала морем з Черкесії в Трабзон. Через деякий час вони переїхали в Гьонен, Баликесір, в Егейський регіон, який був одним з бажаних місць для черкеських мігрантів.
Через фінансові невдачі сім'я жила в бідних умовах і відправила свою дочку на життя в Османський палац у віці шести років.Вона отримала королівську освіту від приватних вчителів в палаці султана Абдул-Гаміда II. Османський гарем на той час працював як жіноча школа. Нуріє Ульвіє вивчала там придворний етикет та релігійні обряди.
У 1906 році у віці тринадцяти років Нуріє Ульвіє одружилася з Хулусі Беєм, який був старшим за неї. Чоловік був прийомним братом султана і помер незабаром після одруження.

## Діяльність

### Журнал
4 квітня 1913 року Нуріє створила журнал «Жіночий Світ» (тур. Kadınlar Dünyası) за гроші, які вона успадкувала від чоловіка. Як власник журналу, вона використовувала ім'я Нуріє Ульвіє. Перші 100 випусків виходили щоденно, але згодом щотижня. Публікувався в період з 1913 по 1921 рік мав за мету відображати феміністські політичні вимоги, стати прес-голосом Османського Товариства Захисту Прав Жінок, бути журналом для всіх жінок в Османській імперії, не будуючи культурних, соціальних чи етнічних кордонів. Всі працівники журналу, і навіть друкарі, були тільки жінки. Виняток складали носильники.
В редакційну колегію увійшли відомі діячі суспільства, такі як Азіз Хайдар, Еміна Сехер Алі, Мухаррем Белкіс, Атіее Люкран, Аліє Севада, Сідик Алі Різа, Сафійе Біра, Яшар Незіхе, Ульвіє Мевлана, Небилів Акиф і Меліхов Кена. Яшар Незіхе була відомою поетесою, авторкою першої поеми, присвяченої Міжнародному дню трудящих 1-го травня.
28 травня 1913 року, нею було засновано Османське Товариство Захисту Прав Жінок (тур. Osmanlı Müdâfaa-i Hukuk-ı Nisvan Cemiyeti) з метою покращення освіти та можливостей працевлаштування жінок та реформування їх одягу. Незважаючи на те, що ця асоціація, перш за все, була організацією жінок-мусульманок, представниці етнічних меншин, а також європейські журналістки також входили до цієї установи.

### Феміністська діяльність
Нуріє Ульвіє також стверджувала, що жінки повинні мати можливість носити хустку замість вуалі, мати рівні права в шлюбі та засудила практику шлюбу за домовленістю. Сама правозахисниця брала шлюб тричі: Хулусі Бей (тур. Hulusi Bey) — перший чоловік, Ріфат Мевланзаде (тур. Rıfat Mevlanzade — другий чоловік, журналіст, власник газет, політик і прихильник прав жінок, Алі Мухаррем Джівелек (тур. Ali Muharrem Civelek) — третій чоловік, за професією був лікар.
Подальшим результатом кампаній журналу стало призначення в 1913 році перших 7 мусульманських жінок на роботу в телефонне бюро. Таким чином, жінки успішно боролися за право обіймати посади державної служби. А 12 вересня 1914 року в Стамбулі було відкрито жіночий університет İnâs Darülfünunu, який пропонував курси з наук та літератури. Було відкрито жіночий шлях до університету.
З 1913 по 1914 рік «Жіночий Світ» також опублікував французьке видання, спрямоване на поглиблення діалогу між європейськими феміністками та членами Асоціації, що забезпечило діалог та солідарність між жінками на міжнародному рівні.

### Кредо життя
Нуріє Ульвіє в редакції першого випуску «Жіночий світ» написала:
|  | Сьогоднішнє життя прагне змін...Я продовжую думати про те, які зміни ми можемо внести в наш покірний і марний життєвий шлях. Я вірю, щоб рухатися вперед необхідна і практична, і духовна мужність. Зараз ми перебуваємо в епоху реформ і просвітлення. Я знаю, щоб просуватися в суспільстві, нам необхідно розвивати сучасну особистість, розум і душу. |

Нуріє Ульвіє Мевлян Джівелек померла 9 квітня 1964 року в місті Кирикхан, провінція Хатай. Її могила знаходиться в м.Антак'я (тур. Antakya).

### Спадщина
У 1967 році Алі Мухаррем Джівелек заснував в честь своєї дружини бібліотеку, яка до 2004 року вже нараховувала більш ніж 9000 примірників. Муніципалітет Кірікхан також вирішив назвати вулицю її ім'ям.
Починаючи з 80-х років ХХ століття, коли фемінізм став незалежним політичним рухом в Туреччині, ім'я Нуріє Ульвіє Мевлян Джівелек почало згадуватися частіше.